# Sztutowo (gmina)
Sztutowo est une gmina rurale du powiat de Nowy Dwór Gdański, Poméranie, dans le nord de la Pologne. Son siège est le village de Sztutowo, qui se situe environ 13 km au nord de Nowy Dwór Gdański et 36 km à l'est de la capitale régionale Gdańsk.
La gmina couvre une superficie de 107,49 km2 pour une population de 3 517 habitants.

## Géographie
La gmina inclut les villages de Doły, Dublewo, Graniczna, Grochowo Drugie, Grochowo Pierwsze, Grochowo Trzecie, Groszkowo, Kąty Rybackie, Kobyla Kępa, Łaszka, Płonina, Przyłap, Skowronki, Sztutowo, Sztutowska Kępa et Wydmina.
La gmina borde la ville de Krynica Morska et les gminy de Nowy Dwór Gdański, Stegna et Tolkmicko.